# تونغ لينغ
تونغ لينغ (بالصينية: 童玲) هي لاعبة تنس الطاولة صينية، ولدت في 13 يوليو 1962.